# Chřibský hrádek
Chřibský hrádek, auch Karlštejn (deutsch: Unterer Karlstein, Wüstes Schloss) werden die Reste einer Felsenburg bei Chřibská (Kreibitz) in der Böhmischen Schweiz in Tschechien genannt.

## Lage und Umgebung
Burg Chřibský hrádek befindet sich auf einem Felsblock im Tal des Doubický potok (Daubitzbach) unweit des einzelnen Hegerhauses Hájovna Saula (auch U Sloupu), welches heute eine Informationsstelle des Nationalparks Böhmische Schweiz beherbergt. Nördlich befindet sich die kleine Gemeinde Doubice (Daubitz), östlich die Stadt Chřibská.

## Geschichte
Die Geschichte der kleinen Burganlage ist wegen des Fehlens an schriftlichen Quellen nicht bekannt, auch der ursprünglich gültige Burgname ist bis heute nicht überliefert. Vermutlich wurde sie als Wachburg an der Alten Prager Straße – einer mittelalterlichen Handelsstraße zwischen Sachsen und Böhmen – von den Michalowitzern angelegt. Anhand neuerer archäologischer Funde wurde die Anlage bereits in der ersten Hälfte des 14. Jahrhunderts verlassen. Das Gebiet gehörte nach den Michalowitzern ab 1406 den Berken von Duba und ab 1428 den Wartenbergern, unter denen es zwischen 1440 und 1445 schwer von Kampfhandlungen des Oberlausitzer Sechsstädtebundes betroffen war. Falls die Burg also nicht bereits im 14. Jahrhundert aufgegeben wurde, überlebte sie mit Sicherheit diese Ereignisse nicht.

## Burganlage

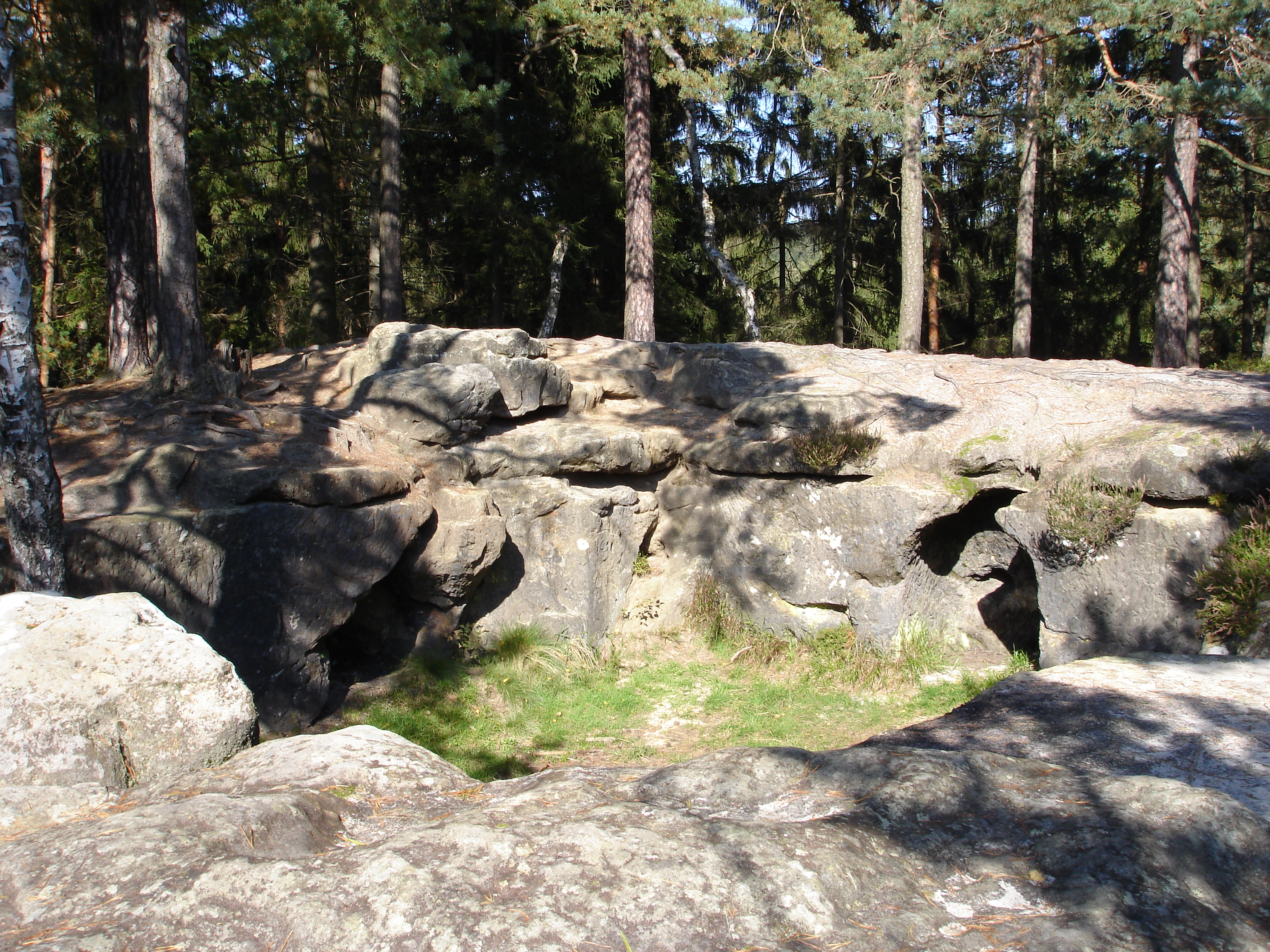
Ausgehauener Raum auf dem Burgfelsen

Insgesamt nimmt das Areal der Burg eine Fläche von etwa 50 × 50 Metern ein. Auf dem Felsblock dürfte sich einst das hölzerne Hauptgebäude der Burg befunden haben. Heute sind auf dem Felsblock noch ein ausgehauener Kellerraum und einige Balkenauflagen vorzufinden. Am Fuß des Felsens sind noch die Reste einer kleinen Vorburg mit zwei Halsgräben deutlich im Gelände zu erkennen.

## Wege zur Burg
Ein guter Ausgangspunkt ist die Informationsstelle des Nationalparks Böhmische Schweiz in der Hájovna Saula. Von dort ist die Burganlage in etwa fünf Minuten auf ausgeschildertem Weg zu erreichen. Der Aufstieg auf den Burgfelsen ist auf schmalem Pfad möglich.